# Шах-Мурза (аул)
Шах-Мурза (чечен. Шахьмирзин эвла) — исчезнувший аул (хутор) в Чечне, располагался на территории города Аргун. Аул свое название получил по имени основателя аула Шах-Мурзы (чечен. Шахьмирза) который являлся выходцев из чеченского тайпа гордалой, ныне потомки основателя проживают в городе Аргун. 

## География
Располагался на правом берегу реки Аргун на окраине современного города Аргун. На карте 19 века рядом с хутором обозначены следующие хутора: Аверей, Ахтой, Бапай, Гачалай, Генджабей, Гертме, Гурдали, Дышни, Мурзи, Муцуру, Рукой, Тау-булат, Тепли, Хан-кичи-каж, Эльдархан, Эсен-булат и др.

## История
Чеченский исследователь-краевед, педагог и народный поэт А. С. Сулейманов, в своей книге «Топонимия Чечни» в разделе Микротопонимия Аргуна привел данный населённый пункт как «Шахьмирзин эвла» (с чеченского переводится как село Шах-Мурзы).
Берже А. П. сообщает, что жители аула переселены в Джалку, которое расположено на правом берегу реки Чёрная, в 5 км к юго-западу от районного центра — Гудермес и в 25 км к востоку от города Грозный.
Цитата Берже А. П.:

В 1850 году это население Джалки увеличилось еще таким же числом дворов, потому что с устройством ук. Тепли-Кичу, все аулы находившиеся на Аргуне: Балой, Ихан-Кичу, Каж, Муцуру-Ирзу, Гачалой, Генджабей, Дышни, Шах-Мурза, Гурдали, Азорса, Сатабай и Булык переслились на эту реку. Следовательно, все тогдашнее население Джалки простиралось на 800 дворов. На Джалке находился также известный по своей величине и богатству аул Герменчук, уничтоженный в 1841 г. и опять заселенный на том же месте из 600 дворов.— Берже А.П. "Чечня и чеченцы 1859, Тифлис" с. 27